# Stazione di Dogna (1879)
La stazione di Dogna era una stazione ferroviaria a servizio del comune di Dogna, in provincia di Udine, dismessa dal 1935, posta sul vecchio tracciato della ferrovia Pontebbana.

## Storia
Dogna fu raggiunta dal tronco di ferrovia Chiusaforte-Pontebba il 25 luglio 1879, continuò il suo servizio fino al 1935 dove venne sostituita dalla nuova posta più a sud.
Nel 1907 la stazione fu oggetto di ammodernamenti ed ampliamenti.
La sede ferroviaria venne dismessa nel 1995 e nel 2005 il sedime venne riutilizzato come percorso della ciclovia Alpe Adria.

## Strutture e impianti
La stazione era composta da un fabbricato viaggiatori e da due binari serviti da banchine collegate fra loro tramite un attraversamento a raso. Al 2016 è ancora evidente il vecchio fabbricato viaggiatori, anche se invase dalla vegetazione, mentre il binario è stato usato fino al 1995, l'altro binario è stato smantellato.